# ثيوفيلوس
ثيوفيلوس كما تُكتب تَوْفِلْسُ أو تيوفيل (باليونانية: Θεόφιλος)‏ (بين 800 و805 - 20 يناير 842 بعد الميلاد) وكان إمبراطورًا بيزنطيًا منذ عام 829 حتى وفاته في 842. وهو الإمبراطور الثاني من السلالة العمورية وآخر إمبراطور دعم حرب الأيقونات. قاد ثيوفيلوس شخصيًا الجيوش في حربه الطويلة ضد العرب، بدءًا من عام 831.

## حياته

### النشأة
كان ثيوفيلوس ابن الإمبراطور البيزنطي ميخائيل الثاني وزوجته ثيكلا، والابن الروحي للإمبراطور ليون الخامس الأرمني. توج ميخائيل الثاني ثيوفيلوس مساعدًا للإمبراطور في عام 822، بعد فترة وجيزة من توليه الحكم. على عكس والده، تلقى ثيوفيلوس تعليمًا مكثفًا على يد النحوي جون هيللاس، وكان معجبًا كبيرًا بالموسيقى والفن. في 2 أكتوبر 829 خَلَف ثيوفيلوس والده باعتباره الإمبراطور الوحيد.
واصل ثيوفيلوس في حرب الأيقونات لأسلافه، لكن دون اللهجة التصالحية لوالده، إذ أصدر مرسومًا عام 832 يمنع تبجيل الأيقونات. رأى نفسه أيضًا بطل العدالة، وخدمها بكل فخر عندما أعدم المتآمرين مع والده ضد ليو الخامس مباشرة بعد توليه.:2066

### الحرب ضد العرب

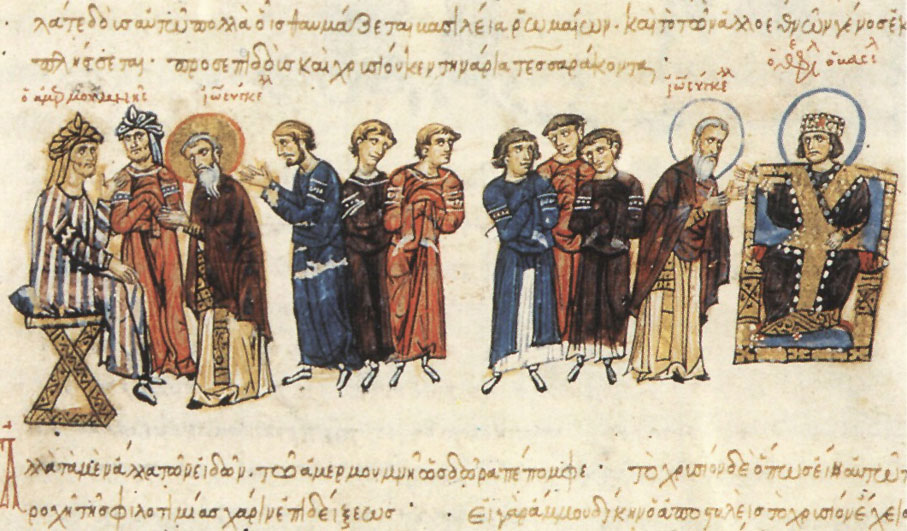
سفارة البطريرك يوحنا السابع القسطنطيني عام 829، بين الإمبراطور ثيوفيلوس والخليفة العباسي عبد الله المأمون.

عند توليه، اضطر ثيوفيلوس إلى شن الحروب ضد العرب على جبهتين. غزا العرب صقلية مرة أخرى، واستولوا على باليرمو بعد حصار دام عامًا كاملًا في 831، وأنشأوا إمارة صقلية، واستمروا تدريجيًا في التوسع عبر الجزيرة. قاد الإمبراطور الدفاع بنفسه بعد غزو الأناضول من قبل الخليفة العباسي المأمون عام 830، لكن البيزنطيين هُزموا وخسروا عدة حصون. في 831 انتقم ثيوفيلوس من خلال قيادة جيش كبير في قيليقية والاستيلاء على طرسوس. عاد الإمبراطور إلى القسطنطينية ظافرًا بالنصر، لكن في الخريف هُزم في كبادوكيا. هُزم ثيوفيلوس هزيمة أخرى في نفس المقاطعة عام 833 فأجبر على السعي من أجل السلام (عرض ثيوفيلوس 100,000 دينار ذهب وعودة 7000 سجين)، وحصل على السلام في العام التالي بعد وفاة المأمون.
خلال فترة الراحة من الحرب ضد العباسيين، رتب ثيوفيلوس لاختطاف الأسرى البيزنطيين الذين أسرهم كروم البلغاري ووضعهم شمال نهر الدانوب. نُفذت عملية الإنقاذ بنجاح نحو عام 836، وسرعان ما استعيد السلام بين بلغاريا والإمبراطورية البيزنطية. ومع ذلك، ثبت أنه من المستحيل الحفاظ على السلام في الشرق. منح ثيوفيلوس اللجوء لعدد من اللاجئين من الشرق عام 834، بمن فيهم نصر الفارسيّ. عَمَدَ ثيوفوبوس، الذي تزوج عمة الإمبراطور إيرين وأصبح أحد جنرالاته. مع تدهور العلاقات مع العباسيين، استعد ثيوفيلوس لحرب جديدة.
في عام 837 قاد ثيوفيلوس جيشًا ضخمًا قوامه 70,000 رجل صوب بلاد ما بين النهرين واستولى على ملطية وأرسموساتا. استولى الإمبراطور أيضًا على زابيترا (زيباترا، سوزوبترا) ودمرها، والتي تدعي بعض المصادر أنها مسقط رأس الخليفة المعتصم. عاد ثيوفيلوس إلى القسطنطينية منتصرًا. حرصًا منه على الانتقام، جمع المعتصم جيشًا واسعًا وشن غزوًا ذا شقين على الأناضول في عام 838. قرر ثيوفيلوس ضرب فرقة واحدة من جيش الخليفة قبل أن يتمكنوا من الاتحاد. في 21 يوليو عام 838 في معركة أنزن في دازيمون، قاد ثيوفيلوس شخصيًا جيشًا بيزنطيًا قوامه 25,000 إلى 40,000 رجل ضد القوات التي قادها الأفشين. صمد الأفشين في وجه الهجوم البيزنطي، وشن هجومًا مضادًا، وانتصر في المعركة. وقع الناجون البيزنطيون مرة أخرى في حالة من الفوضى ولم يتدخلوا في حملة الخليفة المستمرة.
أخذ المعتصم أنقرة، وانضم إليه الأفشين هناك. تقدم الجيش العباسي كاملًا ضد عمورية مهد السلالة. في البداية كانت هناك مقاومة حازمة. ثم هرب أحد الأسرى المسلمين وأبلغ الخليفة أن هناك جزء من الجدار عبارة عن واجهة أمامية فقط. ركز المعتصم قصفه على هذا الجزء من الجدار واخترقه. بعد أن صمدت المدينة بشكل بطولي لمدة خمسة وخمسين يومًا، سقطت المدينة في يد المعتصم في 12 أو 15 أغسطس سنة 838.
في عام 838، من أجل التأثير على الخليفة في بغداد، طلب ثيوفيلوس من جون النحوي توزيع 36,000 نوميسماتا على مواطني بغداد. نحو عام 841 أرسلت جمهورية البندقية أسطولًا من 60 سفينة (كل منها تحمل 200 رجل) لمساعدة البيزنطيين في طرد العرب من كروتوني، لكنها باءت بالفشل.
خلال هذه الحملة اكتشف المعتصم أن بعض كبار جنرالاته كانوا يتآمرون ضده. قُبض على العديد من هؤلاء القادة البارزين وأعدم بعضهم قبل وصوله إلى الوطن. يبدو أن الأفشين لم يكن متورطًا في ذلك، لكنه كان متورطًا في مؤامرات أخرى وتوفي في السجن في ربيع عام 841. مرض الخليفة المعتصم في أكتوبر 841 وتوفي في 5 يناير 842.
يقال إن ثيوفيلوس، على الرغم من قتاله العرب، بنى قصرًا على الطراز البغداديّ بالقرب من مضيق البوسفور. في تلك الأيام سعى الناس إلى العرب بالقفطان والعمائم. حتى في شوارع غوانزو العادية في عهد سلالة تانغ، كان القفطان العربي على الموضة.